# 10639 Gleason
10639 Gleason è un asteroide della fascia principale. Scoperto nel 1998, presenta un'orbita caratterizzata da un semiasse maggiore pari a 2,1965444 au e da un'eccentricità di 0,1562518, inclinata di 2,75710° rispetto all'eclittica.
L'asteroide è dedicato all'astronoma statunitense Arianna Elizabeth Gleason.